# Geonoma congesta
Geonoma congesta är en enhjärtbladig växtart som beskrevs av Hermann Wendland och Richard Spruce. Geonoma congesta ingår i släktet Geonoma och familjen Arecaceae. Inga underarter finns listade i Catalogue of Life.

## Bildgalleri

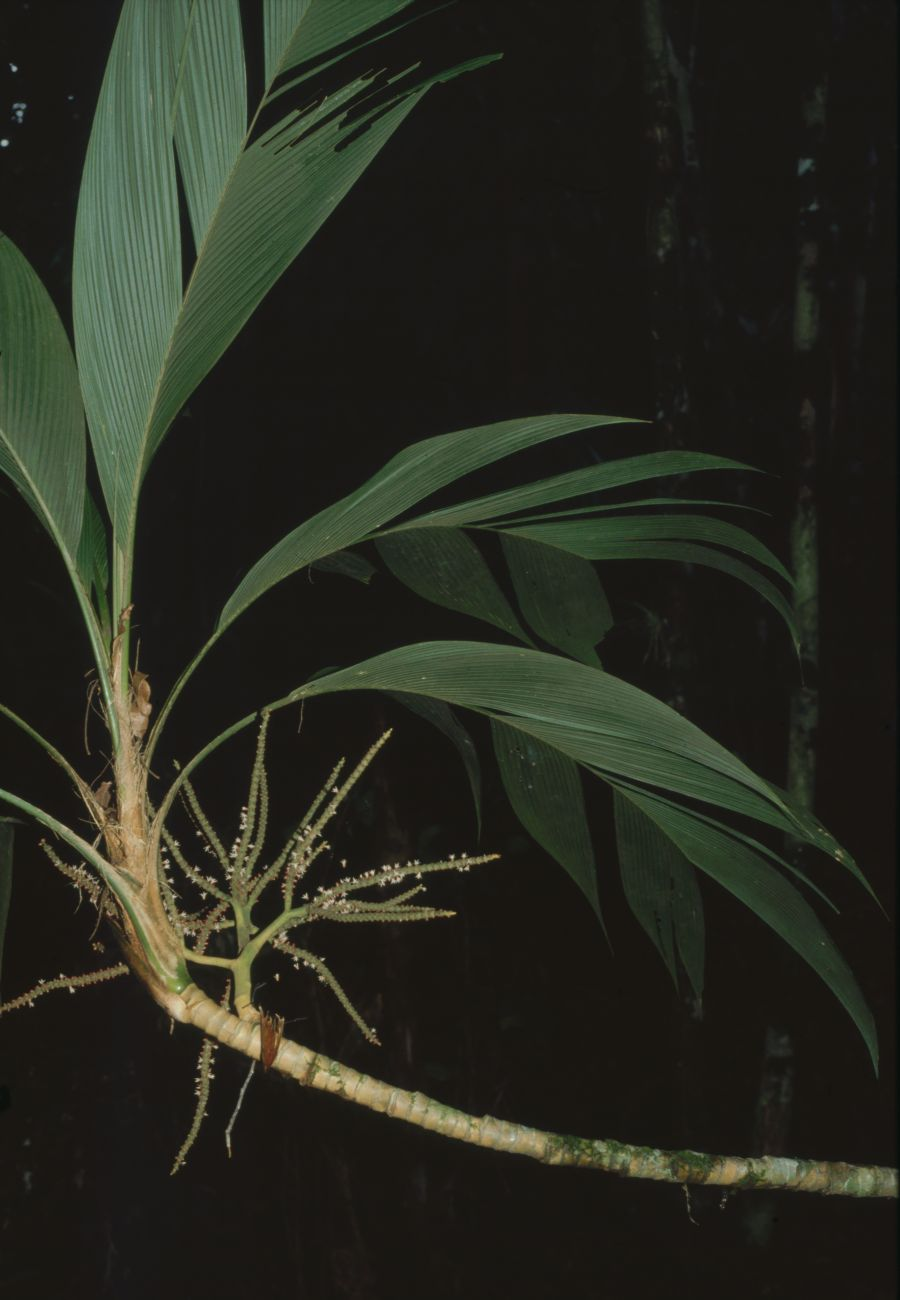
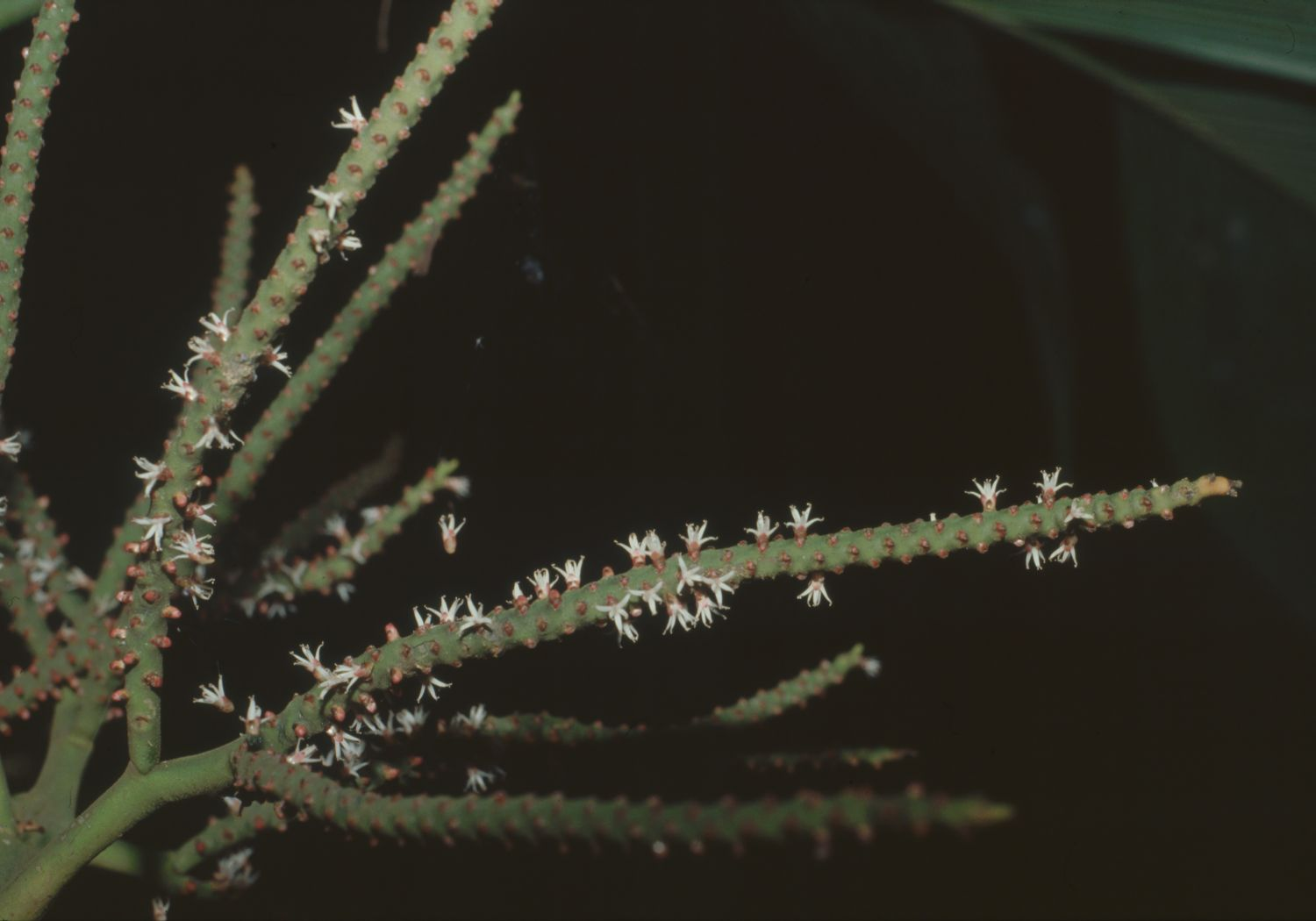